# Piavuçu
Leporinus macrocephalus (nomes comuns: piavuçu, piauçu, ou piavaçu) é uma espécie de peixe do gênero Leporinus.